# Calanthe transiens
Calanthe transiens är en orkidéart som beskrevs av Johannes Jacobus Smith. Calanthe transiens ingår i släktet Calanthe och familjen orkidéer. Inga underarter finns listade i Catalogue of Life.